# Atlas teliano

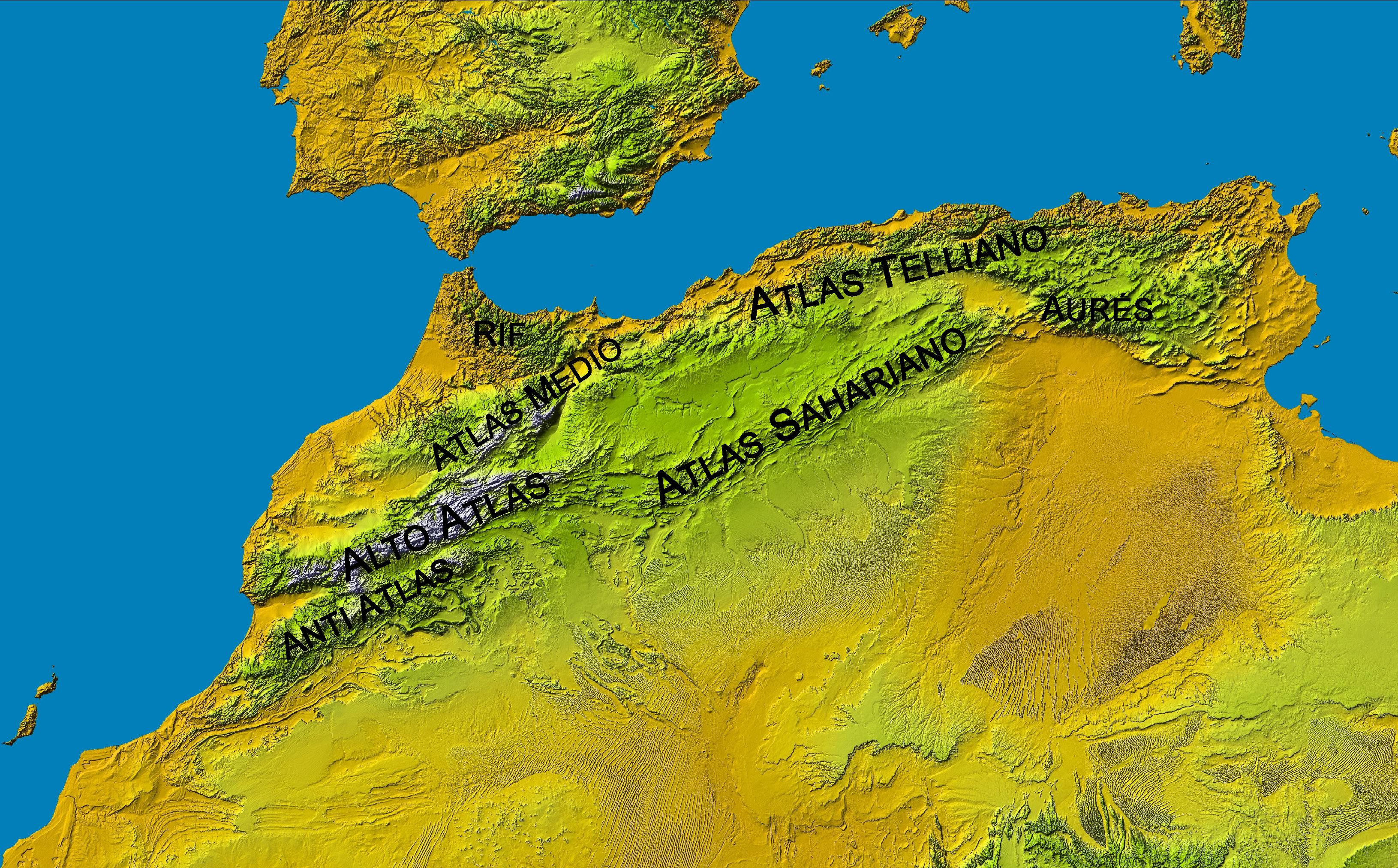
Mapa del Atlas que muestra la localización del Atlas telliano

El Atlas teliano o Atlas del Tell (en árabe: لاطلس التلي, en francés: Atlas tellien) es una cordillera de unos 1500 km de largo que pertenece a la cordillera del Atlas, situada al norte de África, desde Marruecos a Túnez, pasando por Argelia. Transcurre paralela a la costa del Mediterráneo. Junto con el Atlas sahariano, que está al sur, forma la cordillera más septentrional de África. En la parte oeste acaban en la región del Rif y el Atlas Medio de Marruecos. El Atlas telliano es una sección fisiográfica distinta de la del resto de las montañas del Atlas.
Su cumbre más alta es Lalla Khedidja, de 2308 metros de altitud.

## Clima y características
El Atlas telliano tiene un clima mediterráneo con nevadas en las partes altas. Las umbrías poseen bosques con endemismos como el abeto de Numidia (Abies numidica), y el cedro del Atlas, pinos, y alcornoques. Durante el verano y cuando sopla el viento seco del siroco. La garganta de Chiffre vive la amenaza del mono de Berbería o de Gibraltar (Macaca sylvanus).
Esta cordillera forma una barrera natural entre el Mediterráneo y el Sáhara. Entre las dos zonas se encuentra el valle del río Chelif. Al sur hay una meseta de unos 1000 m de altitud donde se forman lagos salinos temporales durante la estación húmeda. Hay agricultura y ganadería pero con poca extensión.

## Ciudades importantes
Argel y Orán se encuentran en la base del Atlas telliano.